# Gadas
 Gadas est une localité du Cameroun située dans le département du Mayo-Kani et la Région de l'Extrême-Nord, à proximité de la frontière avec le Tchad. Elle fait partie de la commune de Kaélé et du canton de Boboyo.

## Population
En 1970 la localité comptait 675 habitants, des Moundang. À cette date elle disposait d'une école publique à cycle incomplet. Un marché hebdomadaire s'y tenait le samedi.
Lors du recensement de 2005, 672 personnes y ont été dénombrées.